# Bette maritime
Pour les articles homonymes, voir Blette (plante) et Blette.
Beta vulgaris subsp. maritima
Sous-espèce
Classification APG II (2003)
La bette maritime ou betterave maritime  (ou betterave sauvage ou poirée), dont le nom scientifique est Beta vulgaris subsp. maritima, est une sous-espèce de plantes dicotylédones de la famille des Amaranthaceae, originaire de l'Europe de l'Ouest.
C'est une plante herbacée sauvage, halophile, qui pousse en bord de mer.

## Étymologie
Les Romains l'auraient nommé Beta parce que la forme de la tige inclinée sous le poids des graines évoquerait la lettre grecque Beta. Les botanistes l'ont qualifié de « maritima » pour rappeler qu'elle vit sur les littoraux.

## Histoire
Cette plante semble avoir été assez commune aux époques de la Grèce et Rome antiques, car elle a été décrite par Pline l'Ancien, Dioscoride, Celse, Apicius qui en citent différentes formes cultivées. Elle a probablement été consommée dès la Préhistoire. Les Celtes en consommaient 2 000 ans avant Jésus-Christ. Des feuilles de blette étaient offertes aux dieux du sanctuaire de Delphes en Grèce[réf. nécessaire](confusion avec la bette, beta vulgaris ?).
Elle serait l'ancêtre sauvage de toutes les betteraves comestibles et cultivées du genre Beta (Beta vulgaris subsp. cicla), puis des différents types de betteraves (Beta vulgaris subsp. esculenta ou hortensis) .

## Synonymes
Synonymes taxonomiques :
- Beta vulgaris var. perennis L.,
- Beta vulgaris var. marcosii O.Bolòs & Vigo,
- Beta vulgaris subsp. perennis (L.) Aellen,
- Beta marina Crantz,
- Beta atriplicifolia Rouy

Synonymes nomenclaturaux :
- Beta perennis (L.),
- Beta maritima L.,
- Beta decumbens Moench

## Description botanique
- bisannuelle ou vivace (dominante : hémicryptophyte bisannuelle),
- tige : glabre (parfois légèrement poilue) et parfois teintée de rouge ; tiges à port étalé, souvent ramifiées et ou plus ou moins dressées.
- hauteur : 30 à 80 cm, exceptionnellement jusqu'à 100 cm
- feuilles : assez charnues et de deux sortes :
  - les feuilles inférieures, à nervures peu épaisses sont plus charnues, de forme ovale ou rhomboïdale. Elles se rétrécissent fortement au pétiole
  - les feuilles caulinaires sont ovales ou lancéolées, aiguës
- floraison : juin - septembre ; les fleurs (4 à 5 étamines) sont petites, vertes ou rosâtre et groupées en petits glomérules disposés le longs d'épis ramifiés. Leur périanthe, assez gros a 5 divisions formant des lobes appliqués sur le fruit. .
- reproduction ; hermaphrodite dominante, avec pollinisation anémophile et protandre et dispersion barochore.
- phytosociologie : Le syntaxon est Elytrigion athericae Géhu 1968 em. 1973 [sub nom.« Agropyrion pungentis »]
- racine : dure et peu épaisse.

## Reproduction
Cette plante et sa reproduction font l'objet de nombreuses études en raison de l'intérêt économique de ses proches parentes cultivées, et de plusieurs de ses caractéristiques :
- la gynodioécie [3],[4] (coexistence au sein d'une même population sauvage de pieds hermaphrodites et de pieds femelles)
- phénomène de stérilité mâle nucléo-cytoplasmique [5]
- possibles hybridation et réintrogressions génétiques dans le patrimoine génétique de betteraves cultivées contemporaines [6],[7],[8]
- un besoin de vernalisation variant selon la latitude, alors qu'on peut supposer que les courants ont largement disséminé les graines. Selon la latitude, la floraison est plus ou moins précoce dans l'année, et la date de floraison se fait la première année ou l'année suivante. Ces dates sont sous le contrôle d'un gène mendélien B/b et par des QTL (quantitative trait loci) ; l'allèle B, beaucoup plus fréquent au sud, et totalement absent au nord inhibe le besoin de vernalisation[9].
- un écotype (dit S023) de cette espèce résiste à un virus (« beet necrotic yellow vein virus » ou BNYVV, responsable d'une maladie dite rhizomanie) qui peut ravager les betteraves cultivées, tout en étant sensible à son vecteur Polymyxa betae [10].

## Habitat
Son habitat typique est la frange littorale, plutôt sur des milieux sablonneux ou caillouteux, mais on en trouve aussi poussant dans les galets.
Sa graine munie d'un flotteur en fait une plante adaptée aux habitats littoraux.
Sa cuticule épaisse et sa résistance (notamment au sel) lui permenent de survivre dans des environnements difficiles, très exposées aux UV, à la déshydratation par le soleil et le vent, ou encore dans les parties hautes de prés salés vasicoles ou sur le « schorre supérieur ». 
Certains auteurs la jugent plutôt nitrophile (on la trouverait volontiers sous les falaises là où le guano des oiseaux est plus abondant précise IFREMER ).

## Répartition

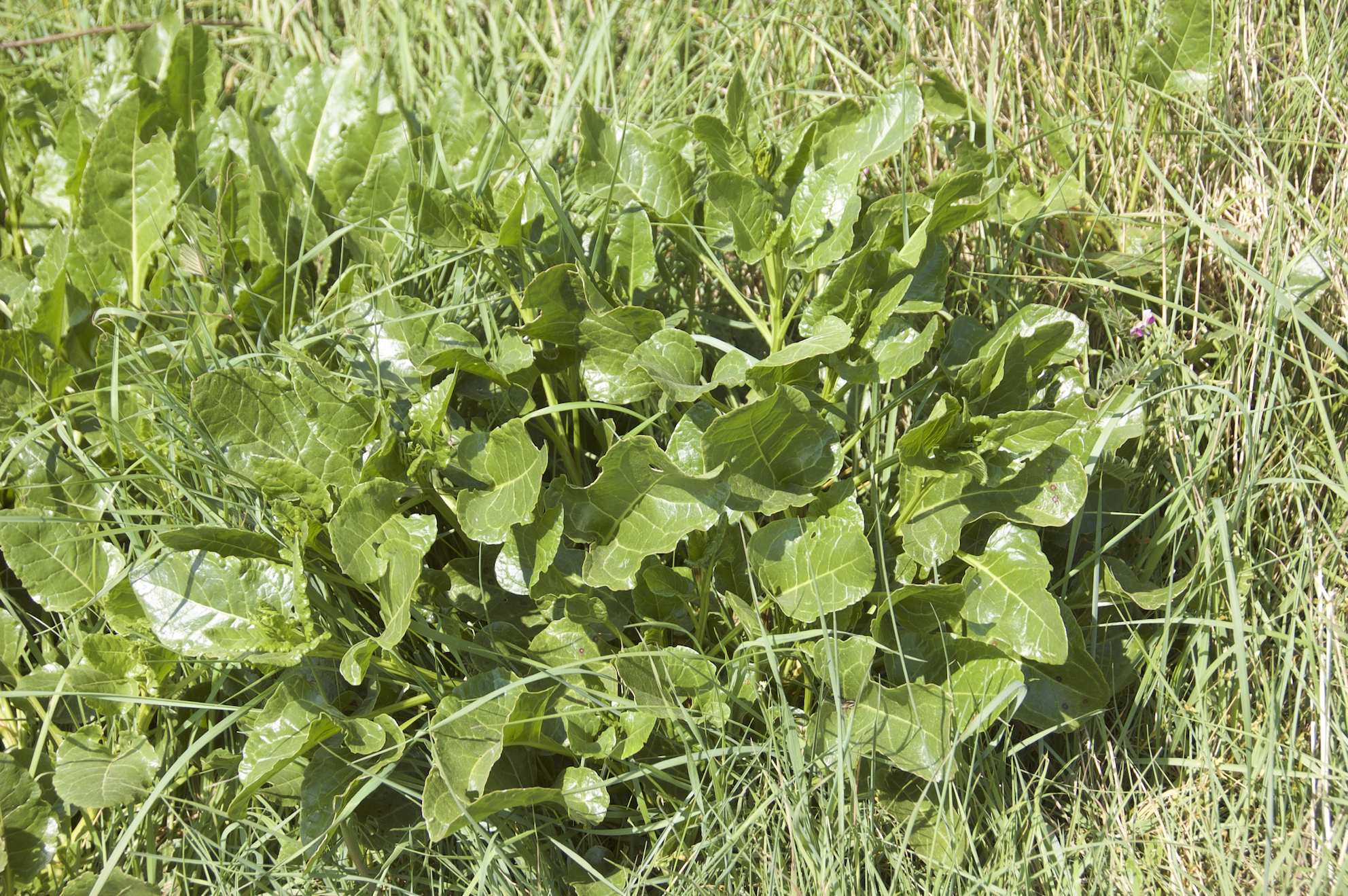

On la trouve sur la façade maritime de l'Europe de l'Ouest et surtout de la Belgique à l'océan Atlantique, mais aussi en zone méditerranéenne, de l'Afrique du Nord à la Caspienne (Algérie ; Égypte ; Libye ; Maroc ; Tunisie ; Albanie ; Bulgarie ; Croatie ; Grèce et Crète ; Italie [dont Sardaigne et Sicile]; Monténégro; Slovénie), ainsi qu'en Macaronésie  (Açores , île de Madère  ; et îles Canaries ). Des betteraves étant présentes sur des îles assez éloignées des côtes, on peut supposer que la génétique des populations ait évolué en subissant l'influence des inondations et des courants marins .

## Propriétés médicinales

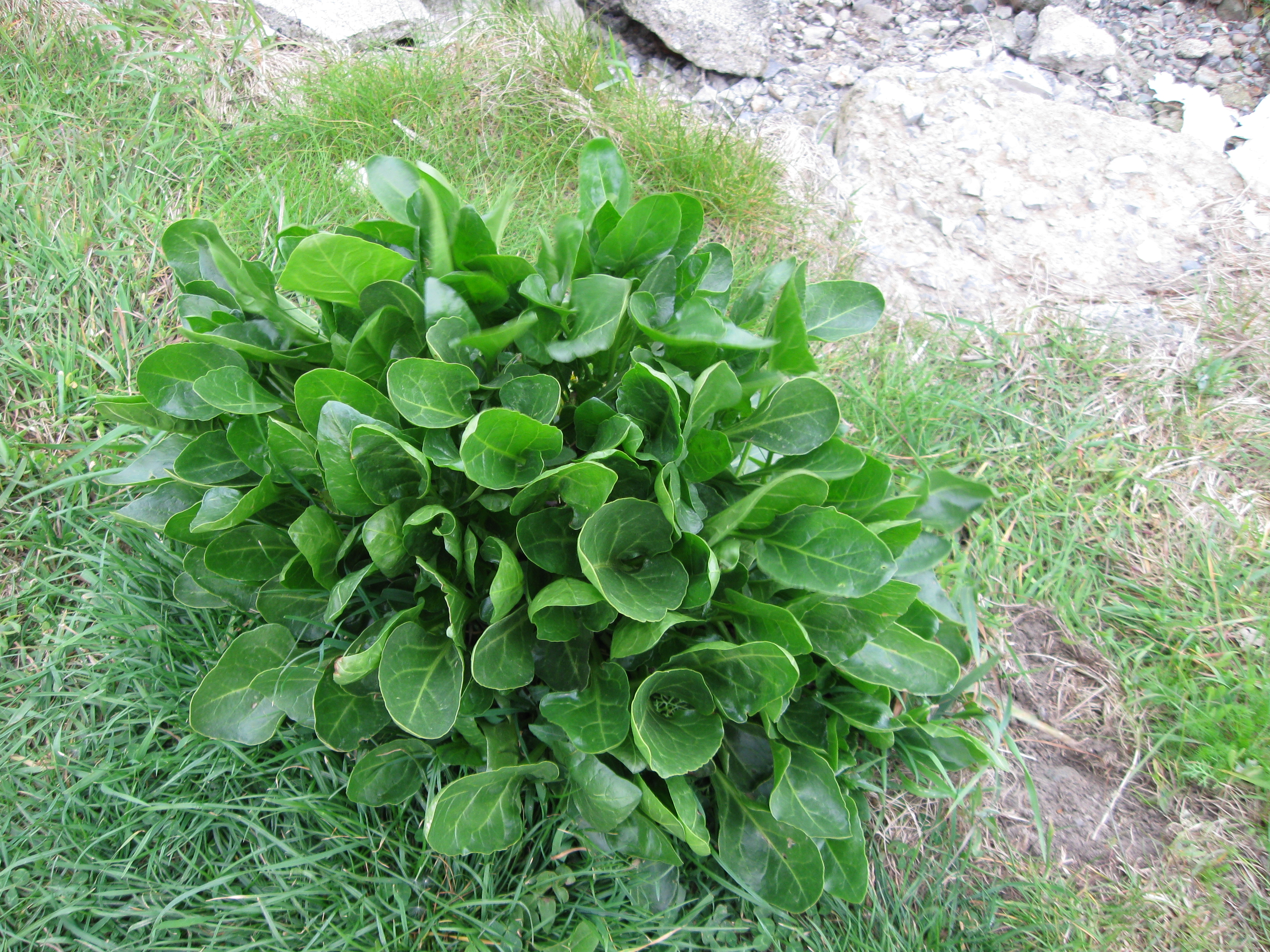
Jeunes pousses

- On lui attribue des vertus émollientes, rafraîchissantes, et laxatives utiles contre la constipation et l'inflammation des voies urinaires. La feuille écrasée - en cataplasme - soignait les croûtes de lait et les dartres.
- La feuille est riche en vitamine A et C et en éléments minéraux (potassium, magnésium, calcium, soufre, Fer).

Elle contient notamment les composés suivants :
- Saponine
- Bétaïne
- Asparagine
- Raphanol
- un glycuramide
- des oxalates (susceptibles de provoquer des calculs urinaires).

## Génétique
Cette sous-espèce peut se croiser avec les différentes betteraves et bettes cultivées (Beta vulgaris).